# Willy Guevara
Willy Guevara Mosquera (Táchira, Venezuela, 10 de febrero de 1994) es un futbolista venezolano que juega como defensa y actualmente se encuentra sin equipo.

## Trayectoria

### Deportivo Táchira Sub-18
Debutó en el año 2011 con el Deportivo Táchira Sub-18, jugando como defensa y usando el dorsal "3".

### Deportivo Táchira
Formó parte de la plantilla mayor del Deportivo Táchira, siendo convocado a algunos partidos, pero dejando de ver algunos minutos procedentes de una fractura de fémur.

## Selección nacional

### Sudamericano Sub-17
Hasta Ahora nada más ha jugado 360 minutos con la selección en el Sudamericano Sub-17
- Datos: Q6167837